# Plastotephritis sica
Plastotephritis sica är en tvåvingeart som beskrevs av Ian David Whittington 2003. Plastotephritis sica ingår i släktet Plastotephritis och familjen bredmunsflugor.
Artens utbredningsområde är Kamerun. Inga underarter finns listade i Catalogue of Life.